# Hans Kumpfmüller
Hans Kumpfmüller (* 1953) ist ein österreichischer Schriftsteller, Kolumnist und Fotograf.

## Werk
Kumpfmüller ist gegenwärtig einer der erfolgreichsten und produktivsten Dialekt-Schriftsteller im bairischen Sprachraum und ein bedeutender Vertreter der bairischen Dialektliteratur. Als ein im Innviertel Beheimateter und somit an der (Sprach-)Grenze zwischen der westlichen und der östlichen Variante des mittelbairischen Dialektes lebend, ist er für Österreicher und Bayern gleich gut verständlich und lesbar. Kumpfmüller ist Befürworter einer konsequent phonetischen Schreibweise des Bairischen.
Nachdem er sich schon seit längerer Zeit mit seiner Heimat und dem Innviertler Dialekt beschäftigte und immer wieder kleinere Stücke veröffentlicht hatte, brachte dann im Jahr 1997 sein erstes Buch Goidhaum & Logahauskabbe (hochdeutsch: Goldhaube & Lagerhauskappe) den Durchbruch für ihn.
Er lebt und arbeitet in Sankt Georgen bei Obernberg am Inn, das direkt an der Grenze zu Niederbayern liegt. In seinem Werk kritisiert er die Doppelmoral von Politikern und Mächtigen, aber auch die Sturheit seiner Innviertler Landsleute. Er schreibt gegen die Methoden einer industrialisierten Landwirtschaft und über das gespaltene Verhältnis der Österreicher zur eigenen Sprache beziehungsweise zum bairischen Dialekt.
Neben seiner Arbeit als Buchautor schreibt er auch eine wöchentliche Kolumne in der "Rieder Volkszeitung", einer Innviertler Wochenbeilage der österreichischen Tageszeitung "OÖ. Nachrichten". Zudem ist er – fotografierend und schreibend – immer wieder im In- und Ausland unterwegs, beispielsweise in Rumänien und der Ukraine, wo er sich auf die Spuren von in früheren Zeiten ausgewanderten Österreichern begeben hat.
Seit 2014 erscheinen seine Werke in der Edition Panoptikum Aspach.

## Publikationen
- Goidhaum & Logahauskabbe. Verlag Bibliothek der Provinz, Weitra 1997, ISBN 3-85252-131-9.
- Stiefmutterland & Großvatersprache. Verlag Bibliothek der Provinz, Weitra 2000, ISBN 3-85252-333-8.
- Sauschdoidialgraffiti – Wöaddabiachl. Verlag Bibliothek der Provinz, Weitra 2000, ISBN 3-85252-363-X.
- Ruam suam. Verlag Bibliothek der Provinz, Weitra 2000, ISBN 3-85252-476-8 (Buch und CD).
- Blasdeggfensdaln. Verlag Bibliothek der Provinz, Wien, Weitra, Linz 2004, ISBN 3-85252-610-8.
- Zeus schau owa. Verlag Bibliothek der Provinz, Weitra 2004, ISBN 3-85252-599-3 (bilinguale Ausgabe: nichtinnviertlerisch – innviertlerisch).
- Hans Kumpfmüller liest. SteinVerlag (STOAHOATverlag), Bad Traunstein (Niederösterreich) 2006, ISBN 978-3-901392-11-5 (Hörbuch).
- Vergessene Österreicher. Molden, Wien 2006, ISBN 3-85485-164-2.
- Gugaruzsahara. Ritter, Klagenfurt 2007, ISBN 978-3-85415-404-4.
- Ganz oben in Südtirol. Edition Panoptikum, Wildenau 2014, ISBN 978-3-9503761-1-1
- mosdbianbambonsai. Edition Panoptikum, Wildenau 2016, ISBN 978-3-9503761-5-9
- Losen statt Lesen. Buch und CD. Edition Panoptikum, Wildenau 2017, ISBN 978-3-9503761-6-6
- maschinenringlgschbui. SteinVerlag (STOAHOATverlag), Bad Traunstein (Niederösterreich) 2009, ISBN 978-3-901392-13-9.
- Mein Kumpf Müller Buch SteinVerlag (STOAHOATverlag), Bad Traunstein (Niederösterreich) 2009, ISBN 978-3-901392-15-3
- schdoaggschdromibuk STOAHOATverlag, Bad Traunstein (Niederösterreich) 2023, ISBN 978-3-903009-12-7